# یانوو (سرزمین آلتای)
یانوو (به لاتین: Yanovo) یک منطقهٔ مسکونی در روسیه است که در سرزمین آلتای واقع شده‌است.